# RWS Noord-Nederland

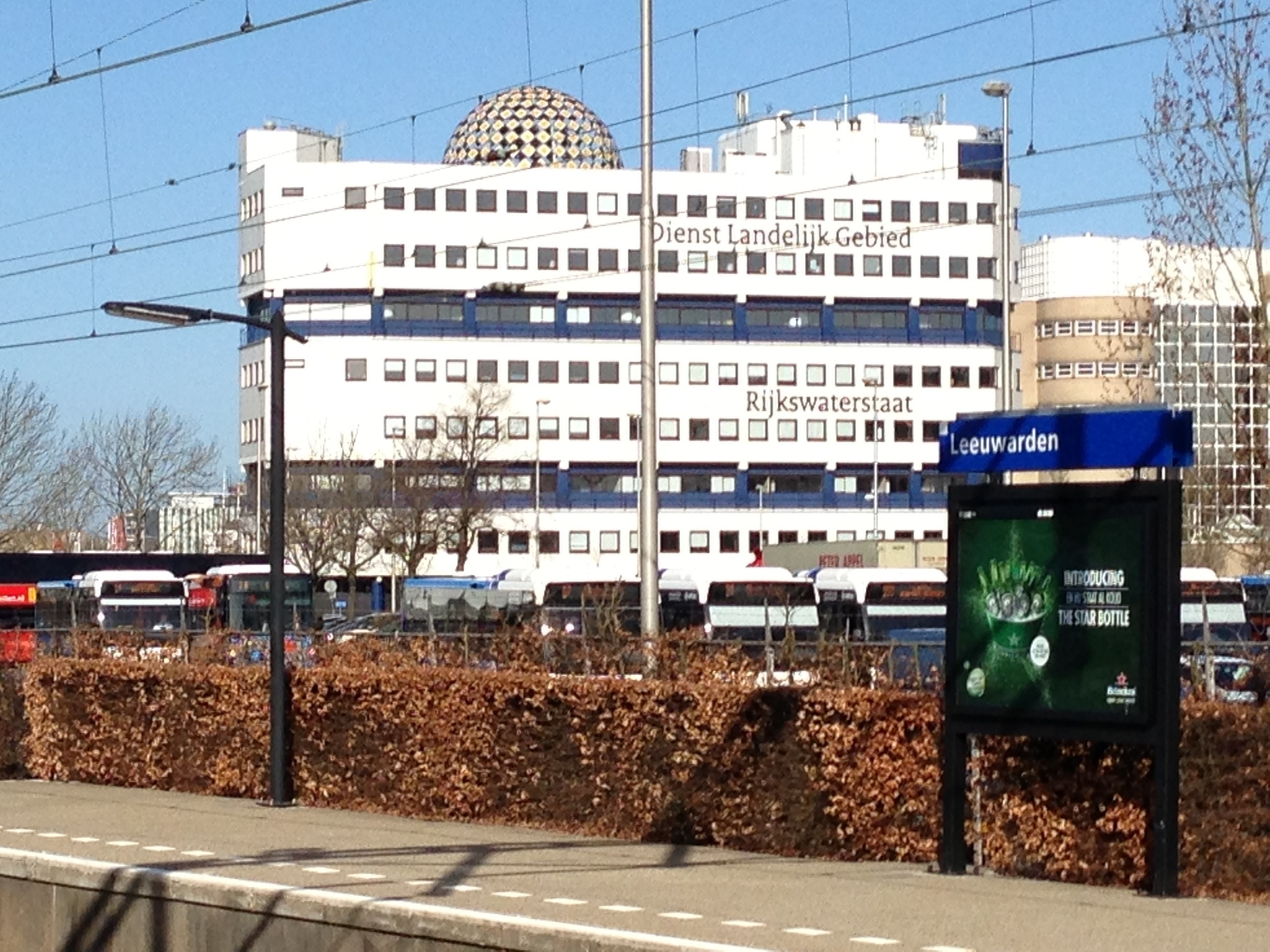
Het kantoor van Rijkswaterstaat Noord-Nederland en de Dienst Landelijk Gebied in de stad Leeuwarden

RWS Noord-Nederland is de regionale dienst van de Rijkswaterstaat, die werkt in de provincies Groningen, Friesland en Drenthe.
Het beheersgebied omvat het landelijk hoofdwegennet in deze provincies, het water- en scheepvaartbeheer op de Waddenzee (incl. het Noord-Hollandse deel) en het Eems-estuarium en het kustbeheer op de Waddeneilanden (inclusief Texel). Het beheer van het Drentse deel van de A32 wordt uitgevoerd door RWS Oost-Nederland.

## Geschiedenis van de organisatie
De dienst is ontstaan op 1 januari 1994 uit de fusie van de toenmalige regionale directies RWS Groningen, RWS Friesland en RWS Drenthe. Tot 1 oktober 2004 werd gesproken over de directie Noord-Nederland, daarna over de dienst (vanaf 2013 organisatieonderdeel) Rijkswaterstaat Noord-Nederland.